# Alssundorkestret
Alssundorkestret er et mindre amatørsymfoniorkester med basis i Sønderborg. Det er opstået ved en sammenlægning af “Broager Amatørorkester” og “Sønderborg Amatørorkester”. 
Orkestret giver 3-4 koncerter om året på bl.a. Augustenborg Slot, i Broagersalen og i forskellige kirker. Repertoiret er bredt, spændende fra klassisk musik over danske sange til operette- og musicalstykker. Hvert andet år arrangeres en weekendtur til én af småøerne i Lillebælt, hvor der typisk bliver underholdt i forsamlingshuse.
Orkestret havde 28 medlemmer i august 2016 og blev dirigeret af Christian Balslev.